# Radgoszcz (gromada w powiecie dąbrowskim)
Radgoszcz – dawna gromada, czyli najmniejsza jednostka podziału terytorialnego Polskiej Rzeczypospolitej Ludowej w latach 1954–1972.
Gromady, z gromadzkimi radami narodowymi (GRN) jako organami władzy najniższego stopnia na wsi, funkcjonowały od reformy reorganizującej administrację wiejską przeprowadzonej jesienią 1954 do momentu ich zniesienia z dniem 1 stycznia 1973, tym samym wypierając organizację gminną w latach 1954–1972.
Gromadę Radgoszcz z siedzibą GRN w Radgoszczy utworzono – jako jedną z 8759 gromad na obszarze Polski – w powiecie dąbrowskim w woj. krakowskim, na mocy uchwały nr 21/IV/54 WRN w Krakowie z dnia 6 października 1954. W skład jednostki weszły obszary dotychczasowych gromad Radgoszcz i Żdżary ze zniesionej gminy Radgoszcz w powiecie dąbrowskim w woj. krakowskim oraz przysiółek Załuże z dotychczasowej gromady Dulcza Mała ze zniesionej gminy Radomyśl Wielki w powiecie mieleckim w woj. rzeszowskim. Dla gromady ustalono 27 członków gromadzkiej rady narodowej.
1 marca 1959 do gromady Radgoszcz przyłączono wieś Małec z gromady Zabrnie w tymże powiecie.
1 stycznia 1969 do gromady Radgoszcz przyłączono obszar zniesionej gromady Luszowice.
Gromada przetrwała do końca 1972 roku, czyli do kolejnej reformy gminnej. 1 stycznia 1973 reaktywowano gminę Radgoszcz.